# Альєс Михайло Юрійович
Альє́с Миха́йло Ю́рійович (*3 березня 1956, місто Торопець, Псковська область) — інженер-механік, доктор фізико-математичних наук (1993), професор (1994).
Закінчив в 1979 році Іжевський механічний інститут. З 1991 року завідувач лабораторією Інституту прикладної механіки Уральського відділення РАН.
Займається дослідженнями в області математичного моделювання. Основні праці пов'язані з вивченням та розробкою процесів синтезу і деформації при експлуатації багатокомпонентних полімерних систем з метою комп'ютерного проектування матеріалів з потрібними експлуатаційними властивостями та виробів із них. Автор та співавтор більш 100 наукових праць.